# Trent Meacham
Trenton Meacham (nacido el 26 de septiembre de 1985 en  Champaign, Illinois), es un jugador de baloncesto estadounidense que pertenece a la plantilla del Boulazac Dordogne de la Pro A. Con 1.90 metros de altura juega en la posición de base.

## Trayectoria Deportiva

### Universidad
Meacham pasó un año en la Universidad de Dayton, donde disputó 36 partidos en los promedió 12.6 puntos y 5.4 puntos, al finalizar la temporada decide cambiar de universidad para asistir a la Universidad de Illinois, en la que pasa tres años, en tres temporadas, sus promedios fueron de 14.3 puntos y 6.6 asistencias por partido. Finalmente, en verano de 2009 se declara elegible para el Draft.

### Profesional
En julio de 2009, Meacham firma por 1 año con el WBC Raiffeisen Wels de la A-Bundesliga, en una temporada consigue unos registros de 15.2 puntos y 7.3 asistencias por partido.
En julio de 2010, decide aceptar la oferta del BG 74 Göttingen de la Bundesliga, en su único año en el equipo, tuvo unos promedios de 14.8 puntos y 6.7 asistencias, aunque no consiguió evitar el descenso de su equipo.
En junio de 2011, tras una buena temporada en Alemania, acepta la oferta del Paris-Levallois de la Pro A tras rechazar ofertas de equipos como el Brose Baskets o UCAM Murcia, en su primera temporada en Francia tiene unos promedios de 11.8 puntos y 5.2 asistencias por partido.
En octubre de 2012, tras comenzar la temporada con Paris-Levallois, acepta la oferta del JSF Nanterre por 1 año más otro opcional, en su primera temporada promedia 9.9 puntos y 6.4 asistencias por partido, con una actuación de 23 puntos y 7 asistencias contra ASVEL. Finalmente, en junio de 2013 renovó su contrato con el JSF Nanterre.
En agosto de 2014, se confirma su fichaje por el EA7 Milano, tras dos buenas temporadas en Nanterre.
En febrero de 2015, deja Milán, y firma por el ASVEL Basket de Francia.
En marzo de 2017, abandona el ASVEL. El 22 de octubre de 2017, firma por el club francés Boulazac Basket Dordogne.

## Vida personal
Meacham está casado con Theresa Lisch, hermana de su compañero de equipo en Nanterre, Kevin Lisch.